# Stara Pazova
Stara Pazova (en serbe cyrillique : Стара Пазова ; en slovaque : Stará Pazova ; en hongrois : Ópázova ; en allemand : Alt-Pazua ou Pazua) est une ville et une municipalité de Serbie situées dans la province autonome de Voïvodine. Elles font partie du district de Syrmie (Srem). Au recensement de 2011, la ville comptait 18 429 habitants et la municipalité dont elle est le centre 65 508.

## Géographie
Stara Pazova se trouve à l'est de région de Syrmie, entre Belgrade, la capitale de la Serbie, située à 30 km, et Novi Sad, la capitale de la province de Voïvodine, située à 40 km. Le territoire de la municipalité de Stara Pazova couvre une superficie de 351 km2, avec des altitudes comprises entre 75 et 120 m. Il est entouré par les municipalités d'Inđija au nord, de Ruma à l'ouest, de Pećinci au sud-est et par le territoire de la Ville de Belgrade au sud-est et à l'est.

## Histoire

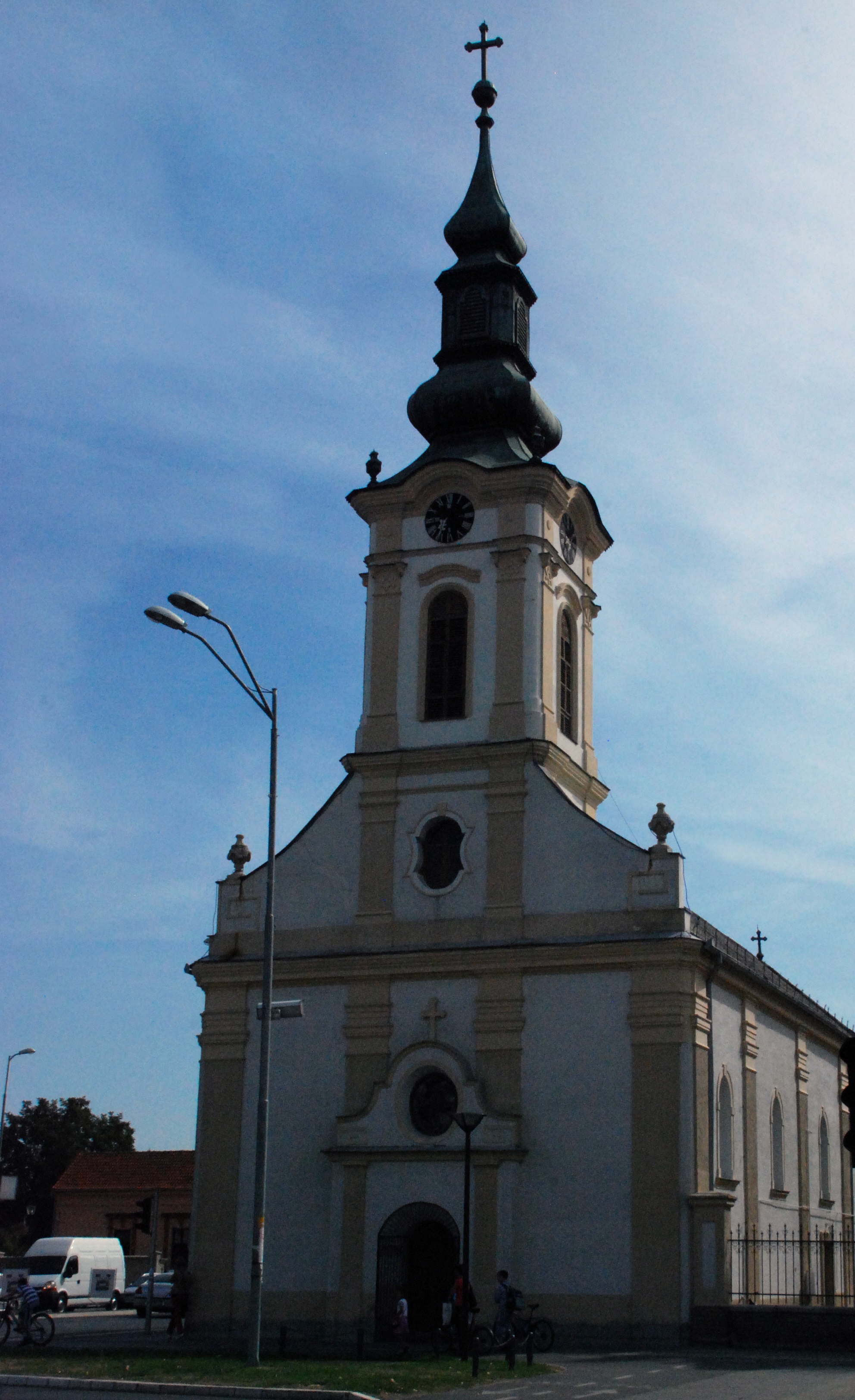
L'église évangélique slovaque de Stara Pazova

Pendant la période ottomane (XVIe et XVIIe siècles), Pazova était peuplée par des Serbes. Au XVIIIe siècle, après 1760, des Slovaques évangéliques, suivis par des Allemands en 1791. Les Allemands vivaient à l'écart, dans une localité connue sous le nom de Nova Pazova (la « Nouvelle Pazova »), la localité de Pazova prit alors le nom de Stara Pazova, l'« ancienne Pazova ». Jusque dans la seconde moitié du XXe siècle, les Slovaques constituaient le groupe le plus important de la localité, tandis que la municipalité était habitée par une majorité de Serbes. Selon le recensement de 1910, la municipalité de Stara Pazova comptait 46 430 habitants, dont 24 262 parlaient serbe, 9 348 allemand, 5 779 slovaque et 5 670 croates. Selon le recensement de 1971, 56 % de la population de la ville de Stara Pazova étaient des Slovaques. Aujourd'hui, la ville comme la municipalité sont majoritairement peuplées de Serbes.

## Localités de la municipalité de Stara Pazova

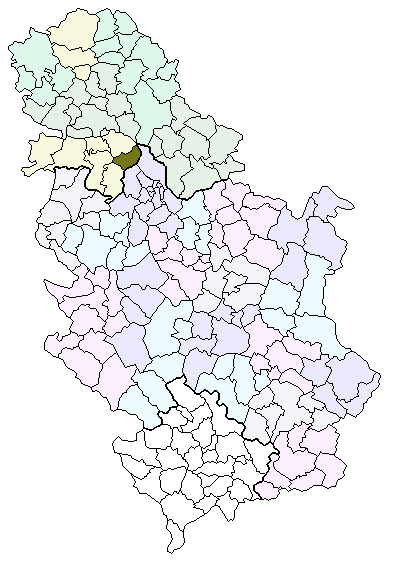
Localisation de la municipalité de Stara Pazova en Serbie

La municipalité de Stara Pazova compte 9 localités :
- Belegiš
- Vojka
- Golubinci
- Krnješevci
- Nova Pazova
- Novi Banovci
- Stara Pazova
- Stari Banovci
- Surduk

Stara Pazova est officiellement classée parmi les « localités urbaines » (en serbe : градско насеље et gradsko naselje) ; toutes les autres localités sont considérées comme des « villages » (село/selo).

## Démographie

### Évolution historique de la population dans la ville
| 1948  | 1953   | 1961   | 1971   | 1981   | 1991   | 2002   | 2011   |
| ----- | ------ | ------ | ------ | ------ | ------ | ------ | ------ |
| 9 193 | 10 103 | 12 089 | 13 776 | 16 217 | 17 110 | 18 645 | 18 429 |

### Municipalité

#### Répartition de la population par nationalités dans la municipalité (2002)
Toutes les localités possèdent une majorité de peuplement serbe.

## Religions

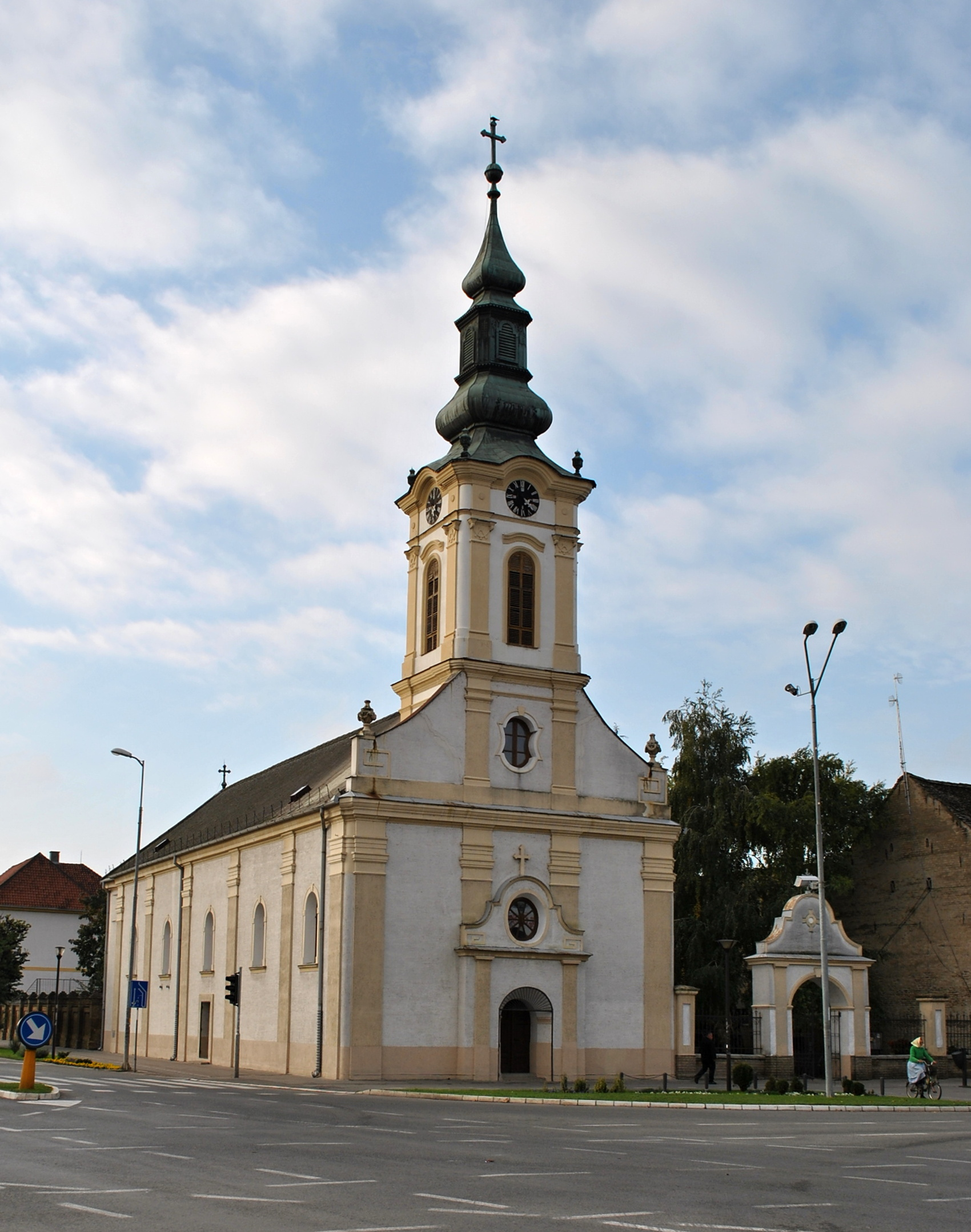
L'église évangélique slovaque de Stara Pazova

## Politique
À la suite des élections locales serbes de 2008, les 47 sièges de l'assemblée municipale de Stara Pazova se répartissaient de la manière suivante :
| Parti                                     | Sièges |
| ----------------------------------------- | ------ |
| Parti radical serbe                       | 20     |
| Parti démocratique                        | 14     |
| Liste « Renaissance »                     | 4      |
| Parti démocratique de Serbie              | 3      |
| G17 Plus                                  | 3      |
| Ligue des sociaux-démocrates de Voïvodine | 1      |
| Mouvement serbe du renouveau              | 1      |
| Renouveau national serbe (SNO)            | 1      |

Goran Jović, membre du Parti démocratique du président Boris Tadić, a été élu président (maire) de la municipalité ; il conduisait la liste Pour une Serbie européenne soutenue par le président Tadić.

## Éducation

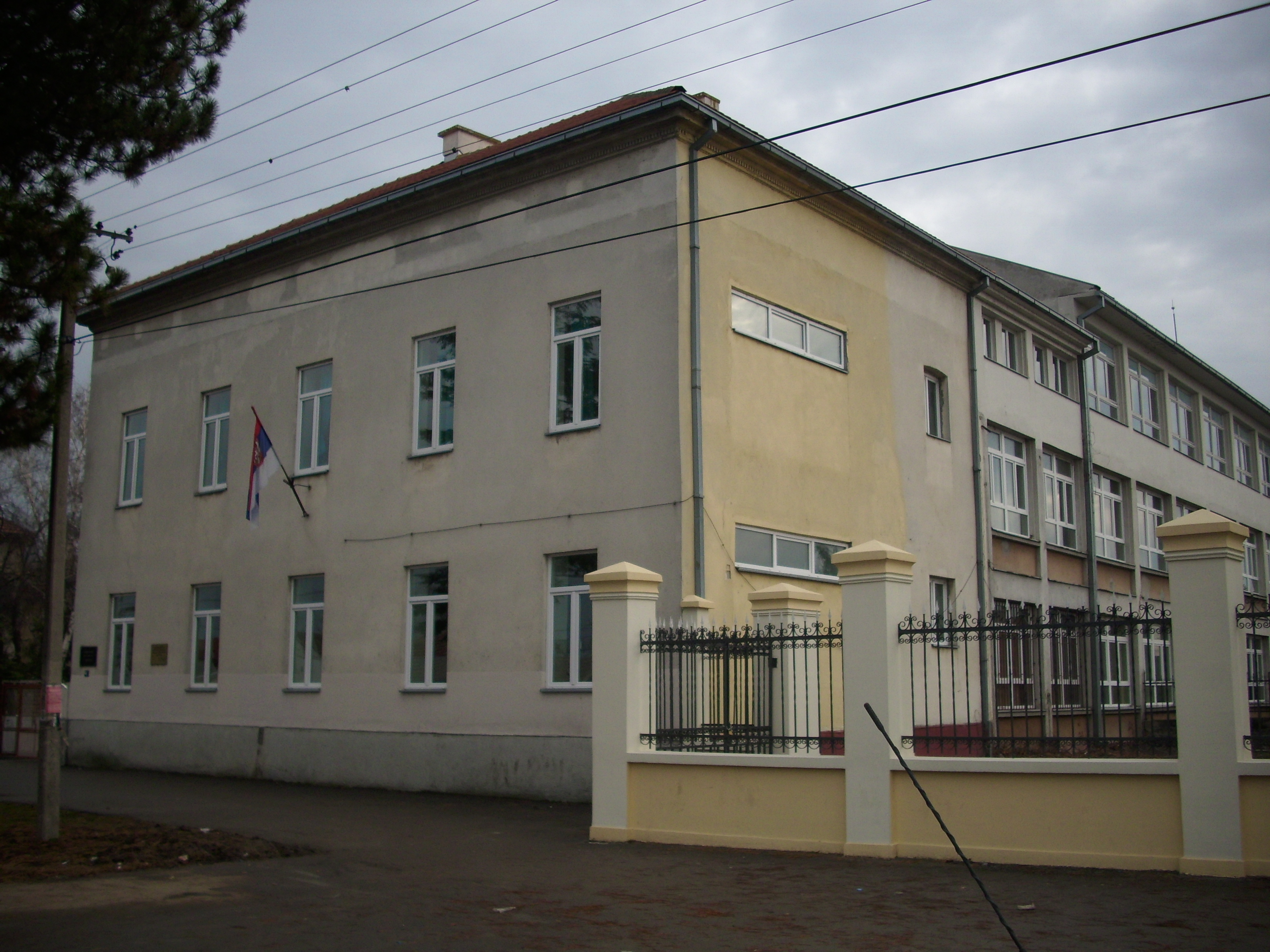
Le Lycée de Stara Paszova

## Économie
Sur les 351 km2 de son territoire, Stara Pazova compte 30 000 ha de terres arables. On y produit du blé, du maïs, du soja, de la betterave sucrière et de l'orge. On y élève également des bovins, des porcs et de la volaille. Sur le plan de l'industrie, la municipalité compte environ 600 entreprises, principalement engagées la métallurgie, le plastique, le caoutchouc, l'industrie du bois et la construction et généralement installées dans les zones indusrielles de Stara Pazova, Nova Pazova et Krnješevci.

## Tourisme

### Sport

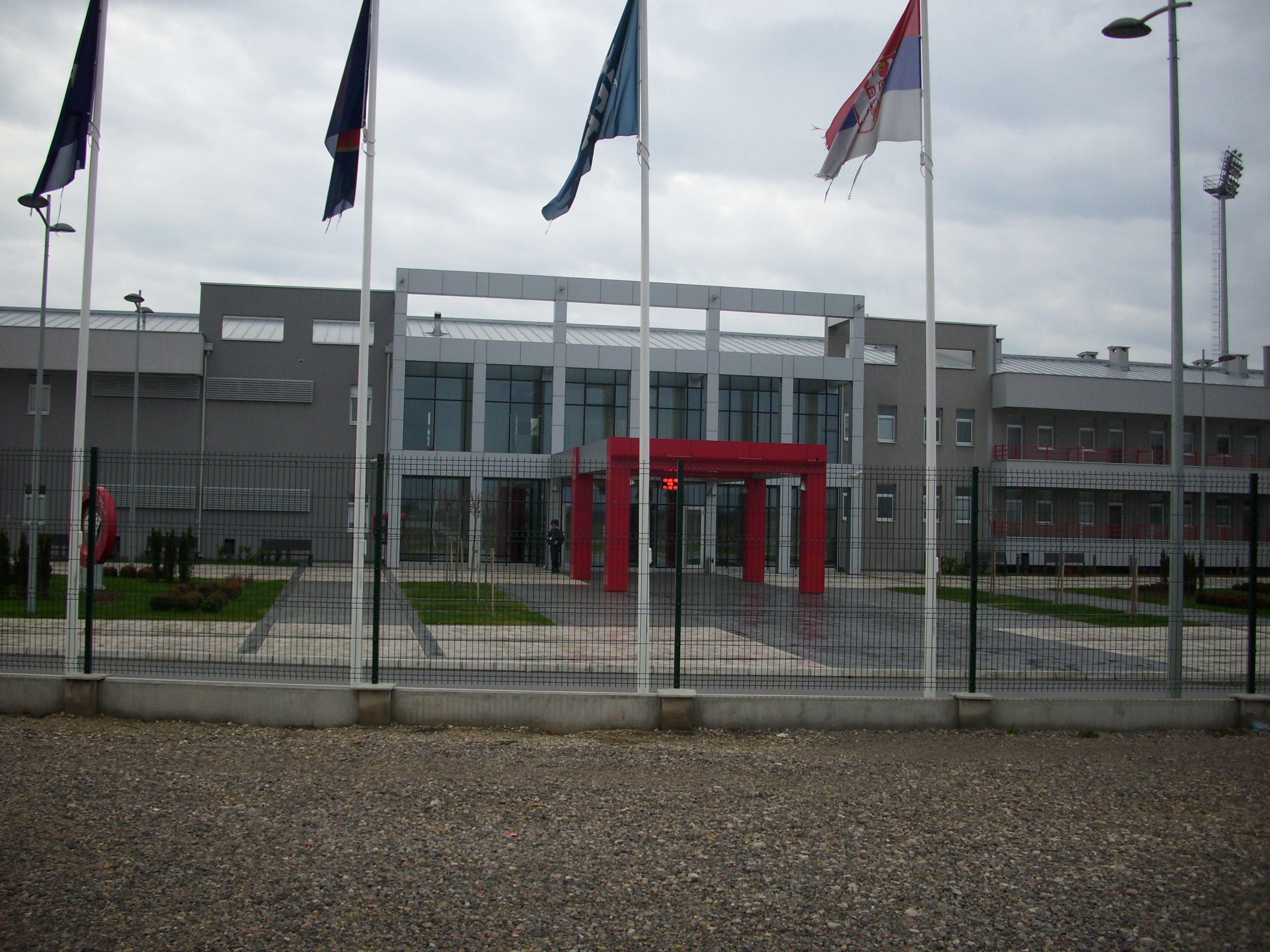
Maison du Football à Stara Pazova

Le complexe ultramoderne de la Maison du Football (en serbe : Kuća fudbala) est considéré comme l'un des centres de formation les plus modernes au monde est situé à Stara Pazova, été inaugurer le 14 mai 2011 par Joseph S. Blatter, Michel Platini, du Président de la Fédération serbe de football Tomislav Karadžić, du Ministre de l'Intérieur et Vice-Premier ministre Ivica Dačić, de la Ministre de la Jeunesse et des Sports Snežana Samardžić-Marković et du Président de la municipalité de Stara Pazova, Goran Jović. Il a été réalisé grâce au programme Goal de la FIFA, au programme HatTrick de l'UEFA, à la Fédération serbe de football et aux autorités locales et nationales concernées.

## Transport
- Route nationale 22.1
- Autoroute serbe A1

## Personnalité
Janko Čmelik (1905-1942), un ouvrier yougoslave d'origine slovaque et un Partisan communiste, est né à Stara Pazova ; il a été honoré du titre de Héros national de la Yougoslavie le 25 octobre 1943 ; l'école élémentaire de Stara Pazova porte son nom.

## Coopération internationale
La ville de Stara Pazova a signé des accords de partenariat avec les villes suivantes :
- Pruhov (Slovaquie)
- Srebrenica (Bosnie-Herzégovine)